# Алешандре Пенетра
Алеша́ндре Мануе́л Пене́тра Корре́я (порт. Alexandre Manuel Penetra Correia, нар. 9 вересня 2001, Візеу, Португалія) — португальський футболіст, центральний захисник нідерландського клубу АЗ.

## Ігрова кар'єра

### Клубна
Алешандре Пенетра починав займатися футболом у своєму рідному місті Візеу. У 2013 році він приєднався до академії столичного клубу «Бенфіка». Пізніше футболіст грав у молодіжній команді клубу «Фамалікан». Саме у складі «Фамалікана» Пенетра дебютував на професійному рівні. 15 серпня 2021 року він вийшов на поле з перших хвилин у матчі чемпіонату Португалії проти «Порту».
У липні 2023 року Пенетра перейшов до нідерландського АЗ, з яким підписав п'ятирічний контракт.

### Збірна
У 2023 році у складі молодіжної збірної Португалії Пенетра брав участь у молодіжному чемпіонаті Європи, що проходив в Румунії та Грузії. На турнірі захисник зіграв чотири матчі.

## Досягнення
Особисті
- Команда місяця Ередивізі: травень 2025[7]